# Ożarów (województwo łódzkie)
Ożarów – wieś w Polsce, położona w województwie łódzkim, w powiecie wieluńskim, w gminie Mokrsko. Znajduje się w odległości 12 km od Wielunia.
W latach 1975–1998 miejscowość należała do województwa sieradzkiego.

## Integralne części wsi
| SIMC    | Nazwa              | Rodzaj     |
| ------- | ------------------ | ---------- |
| 0707892 | Banasie            | część wsi  |
| 0707886 | Dobijacz           | przysiółek |
| 0707863 | Głęboki Ruczaj     | część wsi  |
| 0707900 | Kocilew            | przysiółek |
| 0707917 | Lasek              | przysiółek |
| 0707923 | Morzykobyła        | przysiółek |
| 0707870 | Nowy Folwark       | część wsi  |
| 0707930 | Ożarów-Towarzystwo | przysiółek |
| 0707952 | Sikornik           | przysiółek |
| 0707969 | Słoniny            | przysiółek |

## Historia

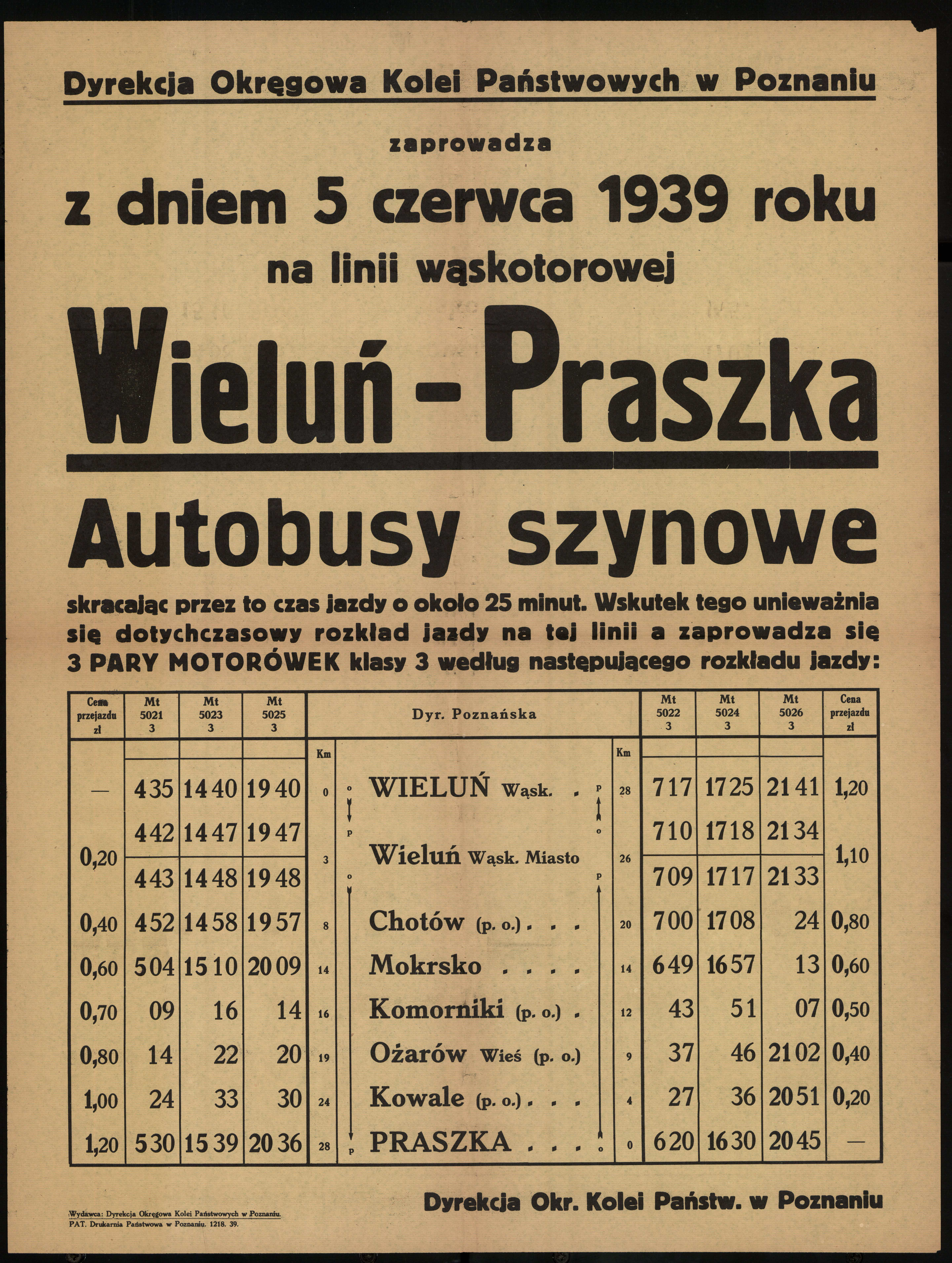
Afisz z 1939. Przystanek w Ożarowie na trasie kolejowej między Wieluniem a Praszką.

Miejscowość historycznie należy do ziemi wieluńskiej i związana była z Wielkopolską. Ma metrykę średniowieczną i istnieje co najmniej od XIV wieku. Ożarów został założony po 1371 roku, podczas IV okresu osadnictwa na tym terenie. Nazwę należy wiązać z gospodarką wypaleniskową, gdyż ożarami zwano właśnie miejsca po wypalonej pod osadnictwo puszczy. Wieś wymieniona pierwszy raz w dokumencie zapisanym po łacinie w 1381 pod nazwami "Oscharow, Oszarow".
Pierwszy raz w źródłach historycznych pojawia się w dokumencie lokacyjnym Wierzbia z dnia 6 maja 1381 roku, we fragmencie opisującym granice nowo lokowanej wsi, rozdzielającym granice między obiema wsiami. Ożarów był wówczas własnością książęcą. 
Miejscowość została odnotowana w historycznych dokumentach własnościowych, prawnych i podatkowych. W 1458 Jan Mężyk z Dąbrowy nadał Jakuszowi, swemu prokuratorowi w Ożarowie, dwa łany z gospodarującymi na nich dwoma kmieciami. W 1496 Jan z Ożarowa pożyczył 6 grzywien od szlachcica Macieja, sołtysa w Ożarowie pod zastaw połowy łana tamże. W 1500 wprowadzono wojewodzinę kaliską m.in. w posiadanie w Ożarowa. 
Wsią szlachecką stał się w II poł. XV wieku. Kasper Niesiecki wywodzi z tej wsi ród Ożarowskich herbu Rawicz. Już w 1500 r. w posiadanie Ożarowa weszła Jadwiga z Zagórzyna Żychlińska herbu Szeliga, która przekazała Ożarów córce Annie, żonie Mikołaja Rusockiego herbu Korab. W 1511 mieszkańcy płacili arcybiskupowi dziesięcinę z 18,2 łana po rączce i kwarcie miodu. Dziesięcinę z pustek osadniczych sprzedano natomiast za jedną grzywnę. W 1518 wieś liczyła 7 łanów. W 1520 odnotowano we wsi zagrodników. W 1552 miejscowość była własnością Rusockich. Zamieszkiwało ją 19 kmieci oraz karczmarz. We wsi odnotowano dwa zrujnowane młyny. W 1553 wieś liczyła 9 łanów.
W połowie XVII wieku posiadaczem Ożarowa został Krzysztof Grodzicki herbu Łada, a od 1669 r. przeszedł do Tymińskich herbu Nałęcz, po czym do Kuleszów herbu Ślepowron. Około 1740 r. Ożarów kupił Władysław Bartochowski herbu Rola i z tym to właścicielem należy wiązać budowę zachowanego dworu. Starszy poprzedni dwór był w katastrofalnym stanie, o czym można sądzić na podstawie opisu z 1669 roku. Budowa nowego dworu była więc koniecznością. To, iż Władysław Bartochowski, skarbnik sieradzki (1734), łowczy (1735), kasztelan wieluński (1760), wybudował dwór, dokumentuje zachowane rzeźbienie na belce stropu jadalni, które głosi datę budowy dworu – 1757 oraz litery L.R. – pierwsza odpowiadająca imieniu Władysława (łac. Ladislaus), druga – nazwie herbu Rola. Syn Władysława Bartochowskiego, Wojciech, był chlubnym następcą ojca, jego udany związek z Anną z Walewskich pozwolił na wykupienie przylegających dóbr w Skomlinie i Toplinie. Dobra w Ożarowie są we władaniu rodziny Bartochowskich do 1832 r., kiedy to po śmierci Anny z Walewskich Bartochowskiej w 1821 roku dwór przeszedł w posiadanie Kazimierza i Stanisława Bartochowskiego, a następnie w ręce Ignacego Bąkowskiego, siostrzeńca Bartochowskich, który przekazał go synowi Janowi Kazimierzowi Bąkowskiemu. W 1881 roku Ożarów kupił Wiktor Maręż, który już w następnym roku odsprzedał go Niemcowi Kuniberdowi Meske. Rodzina Mesków pozostaje w Ożarowie do 1945 roku.
Ożarów to wioska leżąca w paśmie pagórków ożarowskich. Pagórki te są najwyższym wzniesieniem w tej części Wyżyny Wieluńskiej będącej częścią Jury Krakowsko–Częstochowskiej. Długość pagórków wynosi w przybliżeniu 23 km, a szerokość 12 km. Najwyższe spośród nich mają wysokość 264 m n.p.m.

## Zabytki
Według rejestru zabytków NID na listę zabytków wpisane są obiekty:
- zespół dworski, XVIII w.:
  - dwór, drewniany, nr rej.: 385 z 1.06.1967
  - park, nr rej.: 413/A z 19.08.1996
  - altana, nr rej.: j.w.
  - baszta widokowa (relikt), nr rej.: j.w.

### Muzeum Wnętrz Dworskich
Po 1945 r. dwór wraz z parkiem i lasami przeszedł pod kierownictwo Okręgowego Zarządu Lasów Państwowych w Łodzi. W latach 1970–1980 został poddany gruntownej konserwacji. Od roku 1981 mieści się tutaj Muzeum Wnętrz Dworskich w Ożarowie oddział Muzeum Ziemi Wieluńskiej. Architektura dworu została oparta na późnobarokowych założeniach budownictwa dworskiego. Dwór ma konstrukcję zrębową wykonaną z modrzewiowych bali osadzonych na kamienno–ceglanym fundamencie. Pod południowo–zachodnią częścią dworu znajduje się sklepione kolebkowo podpiwniczenie. Plan dworu tworzy prostokąt, do którego przylegają na rogach cztery alkierze nie wychodzące poza lico elewacji bocznych. Bliższe analogie dwór w Ożarowie wykazuje z nieistniejącym już dworem w Czarnożyłach, zwłaszcza dotyczy to alkierzy zwieńczonych baniastymi kopułami i wystawki. Dwór jest zwieńczony dachem łamanym polskim krytym gontem.
Wnętrza dworu zostały zaadaptowane na potrzeby ekspozycji obrazującej ideę rodzinności dworu polskiego. W stylowym wnętrzu mieszczą się: salon, buduar i alkowa, pokój myśliwski, gabinet, sala jadalna, pokoik dziewczęcy. Zgromadzone zabytki pochodzą w większości z dworów ziemi wieluńskiej, np. piece pochodzące z dworku w Parcicach. Na uwagę zasługują zwłaszcza barokowe szafy, skrzynie i kufry z XVIII i XIX wieku, pasy kontuszowe, ceramika, zespół portretów szlachty wieluńskiej z XVII, XVIII i XIX wieku. W stylowych wnętrzach dworu odbywają się koncerty, recitale, spotkania naukowe, imprezy okolicznościowe, aukcje dzieł sztuki, imprezy folklorystyczne, odczyty, lekcje muzealne, wieczory autorskie, wieczory literacko–muzyczne. Swoją działalnością Muzeum Wnętrz Dworskich w Ożarowie stara się kontynuować tradycje centrum kulturalnego, jakim przez wieki był dwór na ziemiach polskich. Przy Muzeum działa od 1995 r. Towarzystwo Przyjaciół Muzeum Wnętrz Dworskich w Ożarowie, skupiające działaczy społecznych.

### Wiatrak
Wiatrak typu koźlak. Skrzydła wiatraka zataczają okręg o średnicy ok. 17 metrów, a ich powierzchnia to ponad 50 m².
Wiatrak w Ożarowie, a dokładniej w przysiółku Kocilew, wybudowany został staraniem rodziny Kowalskich w roku 1914. Jednak na wzgórzu kocilewskim znacznie wcześniej istniał inny wiatrak, który według tradycji ustnej stał tam już w połowie XIX wieku. Taki fakt poświadczają dokumenty, które rodzina Kowalskich przekazała do Muzeum Wnętrz Dworskich w Ożarowie. Wśród tych dokumentów najważniejszy wydaje się być odpis aktu notarialnego z 1911 roku, w którym Roman Kowalski został właścicielem wieczysto–czynszowej dzierżawy osady młynarskiej w Kocilewie, po przepisaniu mu jej przez ojca Marcina, który z kolei odziedziczył go po swoim ojcu Felicjanie Kowalskim. Majątek ożarowski w tym okresie był w posiadaniu niemieckiej rodziny Meske, na rzecz której Kowalscy mieli opłacać dzierżawę. Jak wynika z dokumentów, za zaległości w czynszu Kuniberd Meske z determinacją dążył do przejęcia osady młynarskiej w Kocilewie. Aby to zrealizować, rozpoczął istną batalię w sądzie w Kaliszu, mającą doprowadzić do licytacji osady. Dokumentami, które dobrze oddają poczynania dziedzica, są zachowane fragmenty korespondencji z lat 1937–1938 pomiędzy panem Meske a jego adwokatem Leonem Krellem z Kalisza. Rodzina Kowalskich jednak umiejętnie się broniła, w czym wydatnie pomagał jej fakt, że i władza polska chroniła ich w pewien sposób, raz po raz wydając decyzje o zakazie licytacji osady znajdującej się w pasie przygranicznym. Stan ten utrzymał się do roku 1939. Także i później, w czasie wojny dziwnym zrządzeniem losu rodzina Kowalskich ciągle prowadziła wiatrak. O tym fakcie z kolei zaświadcza zeszyt z roku 1940 będący dokumentacją dokonywanego przemiału.
Po roku 1945 wiatrak prowadził Henryk Kowalski, syn Romana. Jednak wiatrak będący przedsiębiorstwem prywatnym stał się niewygodny dla miejscowej władzy, która skutecznie utrudniała życie Henrykowi Kowalskiemu, zakazując mu w roku 1960 decyzją Prezydium Wojewódzkiej Rady Narodowej w Łodzi przemiału zboża na mąkę. Henryk Kowalski był ostatnim młynarzem w Ożarowie, a zamknięty wiatrak od tej pory służy jedynie jako budynek magazynowy. Nieużywany młyn popadał w coraz większą ruinę, najpierw zdjęto mu skrzydła. Lata następne przyniosły załamanie się konstrukcji dachu, oberwanie się wału wraz z kołem palecznym, zniszczenie podłóg oraz oszalowania i konstrukcji ścian. Stan taki trwał do roku 1996, kiedy to wiatrak był już zupełną ruiną skazaną na pewną śmierć techniczną oraz zniknięcie z krajobrazu. Wtedy z inicjatywy Muzeum w Ożarowie oraz działającego przy nim Towarzystwa Przyjaciół Muzeum Wnętrz Dworskich w Ożarowie rozpoczęto działania mające na celu uratowanie wiatraka. Inicjatywę poparł urząd miasta Wielunia. Udało się wygospodarować środki na wykupienie terenu wokół wiatraka, a sam wiatrak został przekazany społecznie przez Witolda Kowalskiego (z zastrzeżeniem, że nie może być przeniesiony w inne miejsce oraz po rekonstrukcji ma być udostępniony do zwiedzania oraz spełniać funkcje dydaktyczne). Koordynatorem prac związanych z rekonstrukcją pozostał prezes Towarzystwa Przyjaciół Muzeum Wnętrz Dworskich Wacław Witkowski.

### Młyn
Młyn wybudował w 1909 roku Tomasz Fertała. Odziedziczyli go po nim jego synowie: Andrzej, Piotr i Władysław. W czasach PRL został upaństwowiony. Mielono w nim: zboża na kaszę, mąkę, a kiedyś nawet mannę. W międzyczasie był remontowany. Ostatecznie został zamknięty w 2000 r. Brat Andrzeja, Józef Fertała był właścicielem cegielni w pobliskiej Krzyworzece. Leon Fertała, następny z braci, zginął w Charkowie z rąk NKWD.

## Kościół
Kościół w Ożarowie należy do parafii pw. św. Marii Magdaleny. Jest już trzecim kościołem wybudowanym w tej miejscowości. Dwa poprzednie, drewniane kościoły spłonęły. W 1742 spalił się kościół pochodzący z XV lub XVI wieku. Kolejny wzniesiono staraniem Władysława Bartochowskiego. Kościół ten spłonął w oktawę Bożego Ciała 25 czerwca 1916 r. Z parafii w roku 1921 wydzielono parafię Przedmość, a w 1922 parafię Wierzbie. Od tej pory, aż do jesieni 1940 nabożeństwa odprawiano w sali Domu Ludowego. Budowę nowego kościoła, jednonawowego i jednowieżowego, w zamyśle architekta nawiązującego do gotyku, rozpoczęto w 1930. Rok później możliwe było wzniesienie murów do wysokości 4 metrów. Prace budowlane kontynuowano w 1938. Po przerwie okupacyjnej, jeszcze w niewykończonym kościele, od 2 lutego 1945 rozpoczęto sprawowanie liturgii. Prace przy budowie wieży trwały do 1950, a konsekracja kościoła nastąpiła 26 maja 1961 roku przez biskupa Stanisława Czajkę.
We wnętrzu ożarowskiej świątyni znajdują się historyczne pamiątki. Ołtarz główny z XIX w., z okazałymi kolumnami, posiada współczesny obraz nawiązujący do patronów parafii – Marii Magdaleny i Jezusa. Górną część ołtarza zdobią obłoki, tworzące wieniec wokół Stwórcy. Na bokach wyeksponowane są cztery postacie aniołów. W bocznej kaplicy stoi ołtarz z obrazem Matki Boskiej Częstochowskiej. Interesująco prezentuje się ambona, pochodząca z wieluńskiej fary zniszczonej w czasie II wojny przez Niemców. Nie zachowały się prowadzące do niej oryginalne schody z płaskorzeźbami Ewangelistów.

## Cmentarz
Na ożarowskim cmentarzu znajduje się mogiła żołnierzy Wojska Polskiego. W pierwszym dniu wojny w bohaterskiej obronie Ożarowa polegli: Aleksander Kamiński, Konrad Kolasiński, Wiktor Krakowski i Zygmunt Lipiński.

## Ochotnicza Straż Pożarna
Ochotnicza Straż Pożarna w Ożarowie powstała w 1908 r. i została zarejestrowana za czasów władz carskich jako druga w powiecie wieluńskim po Rudzie, podlegając bezpośrednio naczelnikowi powiatu. W niedługim czasie po rozszerzeniu swej działalności zorganizowano filię OSP w Komornikach.

## Przyroda
Od Ożarowa biorą nazwę Pagórki Ożarowskie, najwyższe wzniesienia Wyżyny Wieluńskiej (264 m n.p.m.). W okolicy znajdują się znaczne kompleksy leśne i pokłady gliny przydatnej dla przemysłu ceramicznego. W parku otaczającym Muzeum Wnętrz Dworskich są drzewa – pomniki przyrody.

## Oświata

### Szkoła
Otwarcie szkoły podstawowej w Ożarowie nastąpiło w 1874 roku. Nauka odbywała się wtedy w prymitywnych warunkach. Dopiero po 1918 roku poprawiła się sytuacja lokalowa. Obecny budynek szkolny oddano do użytku w roku szkolnym 1938/39. Istniało wtedy 6 oddziałów skupiających, 247 uczniów. W czasie wojny budynkiem zarządzali Niemcy. Pierwszym powojennym kierownikiem Szkoły Podstawowej w Ożarowie był Feliks Zaskurski. W roku szkolnym 1956/57 liczyła 220 uczniów, miała siedem klas i sześciu nauczycieli. W roku szkolnym 1958/59 pan F. Zaskurski zorganizował w szkole zespół mandolinistów i gitarzystów, a jego żona Alfreda Zaskurska, zorganizowała z młodzieży pozaszkolnej zespół teatralny oraz chór szkolny.

### Biblioteka w Ożarowie
Biblioteka w Ożarowie została założona w 1956 roku. Jej siedzibą był budynek położony na środku wsi naprzeciwko mleczarni. Od 2001 roku biblioteka mieści się w szkole podstawowej.

## Sport
W Ożarowie dział (do sezonu 2019/2020) piłkarski klub sportowy – LZS. Jego boisko znajdowało się w pobliżu zabudowań cegielni.

## Cegielnia Ożarów
Twórcą i pierwszym właścicielem cegielni w Ożarowie w czasach przedwojennym był dziedzic Meske. Na początku jej działalności wszystkie prace przy produkcji cegły były wykonywane ręcznie. W czasach PRL cegielnię sprywatyzowano a właścicielem zostało Przedsiębiorstwo Ceramiki Budowlanej w Łasku. Dziś znów jest własnością prywatną. Należy do spółki rodzinnej Multi‑ HEKK z siedzibą w Oleśnie.

## Kultura

### Zespół Śpiewaczo-Obrzędowy
Powołany został w lutym 1986 r. Od 1999 r. Zespołem opiekuje się Wanda Majtyka. Zespół w swoim dorobku ma widowiska obrzędowe związane z kalendarzem życia dawnej wsi: "Wieczór panieński", "Andrzejki", "Zapusty" oraz pieśni bożonarodzeniowe, wielkanocne i weselne. Największymi osiągnięciami są: II nagroda w kategorii zespołów autentycznych oraz II nagroda w kategorii śpiewaków ludowych dla Wandy Majtyki.

### Dziecięcy Zespół Obrzędowy
Zespół powstał w 1995 r. Opiekunką zespołu Halina Gniłka. Po raz pierwszy Dziecięcy Zespół zaprezentował się na VII Przeglądzie Folklorystycznym w Lututowie w 1996 r.

### Współcześni artyści
- Zofia Rodak urodziła się 2 października 1923 roku; zmarła w 2008 roku[11]. Od 1973 roku należała do Koła Gospodyń Wiejskich. Najpierw była jego członkiem, a następnie sekretarzem. Od 1975 roku pracowała w muzeum. Od 1978 roku robiła czepki, a także damskie i męskie stroje ludowe. Robiła również pająki z bibuły, wydmuszki, lubiałki ze słomy do chleba oraz obijaki.
- Zofia Ulfik należała do Związku Sztuk pięknych w Lublinie. Oprócz wycinanek robiła kwiaty z papieru, szyje i haftuje czepki. Prace jej można oglądać w Muzeum Ziemi Wieluńskiej.
- Antoni Chłód – urodził się w Ożarowie. Od najmłodszych lat lubił rzeźbić w drewnie. Pracował w gospodarstwie i w wolnych chwilach oddawał się swojej pasji. Rzeźbił figurki świętych, które oddawał krewnym i znajomym. Jego prace zakupiło też Muzeum w Wieluniu. Na uwagę zasługują jego ołtarzyki oraz posąg św. Floriana, który stoi na placu przed remizą.